# Dólar Geary-Khamis
O dólar Geary-Khamis ou dólar internacional (Int'l. dollar ou Intl. dollar, abreviação: Int'l$., Intl$., Int$, G-K$ ou GK$) é uma unidade de conta (uma moeda fictícia), que tem o mesmo poder aquisitivo, em um dado país que o dólar americano nos Estados Unidos, em um determinado momento. O ano de 1990 serve frequentemente como base para comparações ao longo de vários anos. Ele foi inventado em 1958 por Roy C. Geary e desenvolvido em seguida por Salem Hanna Khamis entre 1970 e 1972. O dólar Geary-Khamis é comumente usado por organizações internacionais como as Nações Unidas (ONU), o Banco Mundial ou o Fundo Monetário Internacional (FMI).